# Клештів
Клештів (Клештув, пол. Klesztów) — село в Польщі, у гміні Жмудь Холмського повіту Люблінського воєводства. Населення — 269 осіб (2011).

## Історія
1436 року вперше згадується православна церква в селі.
Близько 1772 року в селі зведено муровану дзвіницю, а наступного 1773 року біля неї вже греко-католицьку церкву.
За даними етнографічної експедиції 1869—1870 років під керівництвом Павла Чубинського, у селі здебільшого проживали греко-католики, які розмовляли українською мовою.
1872 року місцева греко-католицька парафія налічувала 480 вірян.
1918 року польська влада перебудувала місцеву церкву на римо-католицький костел.
У 1943 році в селі проживало 216 українців і 91 поляк; на сусідній однойменній колонії — 120 українців і 25 поляків.
У 1975—1998 роках село належало до Холмського воєводства.

## Населення
Демографічна структура станом на 31 березня 2011 року:
|          | Загалом | Допрацездатний вік | Працездатний вік | Постпрацездатний вік |
| -------- | ------- | ------------------ | ---------------- | -------------------- |
| Чоловіки | 133     | 32                 | 88               | 13                   |
| Жінки    | 136     | 35                 | 72               | 29                   |
| Разом    | 269     | 67                 | 160              | 42                   |